# John Churchill, 1. vojvoda Marlborougha
John Churchill, 1. vojvoda od Marlborougha (1650. – 1722.) engleski vojskovođa i državnik. 
Na početku vladavine Jakova II., istaknuo se u gušenju pobune vojvode od Monmoutha 1685. U borbi za naslijeđe engleske krune podupire nastojanja Vilima Oranskog, koji mu dodjeljuje titulu grofa 1689. Te iste godine odlazi se boriti u Flandriju. Godinu poslije, 1690. sudjeluje u vojnom sukobu u Irskoj. Odmah poslije toga biva zatvoren u Londonskom tornju radi optužbe da je održavao kontakt s prognanim Jakovom II. Nakon što na vlast dolazi kraljica Ana 1702. biva imenovan vrhovnim zapovjednikom britanskih snaga u Ratu za španjolsko nasljeđe, u kojem njegova slava vrsnog ratnika i vojskovođe dostiže svoj vrhunac. Nakon britanske pobjede 1711. biva izgnan te sve do smrti kraljice Ane živi izvan Engleske.

## Vanjske poveznice
- Proleksis enciklopedija
- Hrvatska enciklopedija